# Episodi di Adam-12 (terza stagione)
La terza stagione della serie televisiva Adam-12, composta da 26 episodi, è andata in onda negli Stati Uniti dal 19 settembre 1970 al 5 aprile 1971 sulla NBC, posizionandosi al 12º posto nei rating Nielsen di fine anno con il 22,6% di penetrazione e con una media superiore ai 13 milioni di spettatori. In Italia è stata trasmessa nel 1987 su Rete 4.
| nº | Titolo originale                               | Titolo italiano                        | Prima TV USA      | Prima TV Italia |
| -- | ---------------------------------------------- | -------------------------------------- | ----------------- | --------------- |
| 1  | Log 174: Loan Sharks                           | Strozzini                              | 19 settembre 1970 | 1987            |
| 2  | Log 35: Easy, Bare Rider                       | Cavaliere semplice e perverso          | 26 settembre 1970 | 1987            |
| 3  | Log 95: Purse Snatcher                         | Ladri di borse                         | 3 ottobre 1970    | 1987            |
| 4  | Log 45: Bright Boy                             | Il ragazzo prodigio                    | 10 ottobre 1970   | 1987            |
| 5  | Log 69: Cigarettes, Cars, and Wild, Wild Women | Sigarette, automobili e donne selvagge | 17 ottobre 1970   | 1987            |
| 6  | Log 55: Missing Child                          | Il bambino scomparso                   | 31 ottobre 1970   | 1987            |
| 7  | Log 75: Have a Nice Weekend                    | Un fine settimana terribile            | 7 novembre 1970   | 1987            |
| 8  | Log 105: Elegy for a Pig                       | Si elegge per un maiale                | 21 novembre 1970  | 1987            |
| 9  | Log 25: Indians                                | Indiani                                | 28 novembre 1970  | 1987            |
| 10 | Log 135: Arson                                 | Incendio doloso                        | 5 dicembre 1970   | 1987            |
| 11 | Log 46: Pilgrimage                             | Il pellegrinaggio                      | 19 dicembre 1970  | 1987            |
| 12 | Log 85: Sign of the Twins                      | Il segno dei gemelli                   | 26 dicembre 1970  | 1987            |
| 13 | Log 175: The Con Artists                       | I truffatori                           | 2 gennaio 1971    | 1987            |
| 14 | Log 115: Gang War                              | Guerra di quartiere                    | 9 gennaio 1971    | 1987            |
| 15 | Log 26: LEMRAS                                 | LEMRAS                                 | 16 gennaio 1971   | 1987            |
| 16 | Log 155: Internal Affairs - Blackmail          | Gli Affari interni                     | 21 gennaio 1971   | 1987            |
| 17 | Log 66: The Vandals                            | I vandali                              | 28 gennaio 1971   | 1987            |
| 18 | Log 36: Man Between                            | Un uomo perbene                        | 4 febbraio 1971   | 1987            |
| 19 | Log 165: Once a Cop                            | C'era un poliziotto                    | 11 febbraio 1971  | 1987            |
| 20 | Log 76: The Militants                          | I militanti                            | 18 febbraio 1971  | 1987            |
| 21 | Log 164: The Poachers                          | I bracconieri                          | 25 febbraio 1971  | 1987            |
| 22 | Log 16: A Child in Danger                      | Una bambina in pericolo                | 4 marzo 1971      | 1987            |
| 23 | Log 56: Vice Versa                             | Viceversa                              | 11 marzo 1971     | 1987            |
| 24 | Log 106: Post Time                             | Tempo di posta                         | 18 marzo 1971     | 1987            |
| 25 | Log 88: Reason to Run                          | Un motivo per scappare                 | 1º aprile 1971    | 1987            |
| 26 | Log 125: A Safe Job                            | Un lavoro di sicurezza                 | 15 aprile 1971    | 1987            |

## Strozzini
- Titolo originale: Log 174: Loan Sharks
- Diretto da: Bruce Kessler
- Scritto da: Michael Donovan

### Trama
Malloy e Reed indagano su una serie di aggressioni in uno stabilimento derivante da un'operazione di strozzinaggio, ma i dipendenti si rifiutano di parlare fino a quando il figlio di un dipendente non si fa avanti per testimoniare.

## Cavaliere semplice e perverso
- Titolo originale: Log 35: Easy, Bare Rider
- Diretto da: Bruce Kessler
- Scritto da: Norman Katkov

### Trama
Le chiamate includono un guidatore ubriaco e nudo, un ragazzo che ha trovato una grossa somma di denaro ed è andato a fare spese folli e un giro di furti di automobili all'interno di un parco.

## Ladri di borse
- Titolo originale: Log 95: Purse Snatcher
- Diretto da: James Neilson
- Scritto da: Michael Donovan

### Trama
Malloy e Reed assistono l'agente Brinkman mentre arrestano dei ladri di borse, il cui capo fa una rapina in una gioielleria e uccide il proprietario.

## Il ragazzo prodigio
- Titolo originale: Log 45: Bright Boy
- Diretto da: James Neilson
- Scritto da: John T. Dugan

### Trama
Malloy e Reed incontrano Harold, un ragazzino con una memoria fotografica, che li aiuta ad arrestare un gruppo di ladri travestiti da traslocatori.

## Sigarette, automobili e donne selvagge
- Titolo originale: Log 69: Cigarettes, Cars, and Wild Women
- Diretto da: Christian Nyby
- Scritto da: Norman Katkov

### Trama
Malloy e Reed sgominano un giro di furti d'auto, in base al quale alcune ragazze si organizzano per fare un giro con le vittime, rubando le loro auto per poi portarle in un'officina per smontarle.

## Il bambino scomparso
- Titolo originale: Log 55: Missing Child
- Diretto da: Christian Nyby
- Scritto da: William P. McGiven

### Trama
Malloy e Reed indagano su un bambino scomparso con un cerotto sulla gamba.

## Un fine settimana terribile
- Titolo originale: Log 75: Have a Nice Weekend
- Diretto da: Oscar Rudolph
- Scritto da: Robert I. Holt

### Trama
Malloy e Reed scoprono un giro di furti con scasso in un quartiere dell'alta borghesia composto da un gruppo di ragazzini, le cui vittime sono tutte donne che giocano a bridge.

## Si elegge per un maiale
- Titolo originale: Log 105: Elegy for a Pig
- Diretto da: Christian Nyby
- Scritto da: Norman Katlov

### Trama
Malloy racconta la storia del suo amico Tom Porter, ucciso mentre inseguiva un sospetto.

## Indiani
- Titolo originale: Log 25: Indians
- Diretto da: Oscar Rudolph
- Scritto da: Robert I. Holt

### Trama
Malloy e Reed devono impedire che una disputa tra i nativi americani sfugga di mano.

## Incendio doloso
- Titolo originale: Log 135: Arson
- Diretto da: Christian Nyby
- Scritto da: Arthur Dales

### Trama
Malloy e Reed indagano su una serie di incendi con diverse descrizioni dell'incendiario, tra cui varie persone.

## Il pellegrinaggio
- Titolo originale: Log 46: Pilgrimage
- Diretto da: Oscar Rudolph
- Scritto da: John T. Dugan

### Trama
Malloy e Reed affrontano un uomo che ha rapinato un Babbo Natale e anche altre chiamate.

## Il segno dei gemelli
- Titolo originale: Log 85: Sign of the Twins
- Diretto da: Christian Nyby
- Scritto da: Wilton Schiller

### Trama
Malloy e Reed ricevono alcune segnalazioni tra cui una rapina di un negozio di liquori commessa dal fratello del proprietario che portato alla sparatoria di un ufficiale.

## I truffatori
- Titolo originale: Log 175: The Con Artists
- Diretto da: James Neilson
- Scritto da: Norman Katikov

### Trama
Malloy e Reed seguono il caso di una banda di truffatori che gestiscono i loro piani di truffa.

## Guerra di quartiere
- Titolo originale: Log 115: Gang War
- Diretto da: James Neilson
- Scritto da: John T. Dugan

### Trama
Un sospetto di rapina sfugge a Reed a piedi, ma viene trovato più tardi dopo aver contratto un'intossicazione alimentare dal suo bottino. Un prete chiama Malloy e Reed per fermare una guerra tra bande, che all'inizio ha successo ma finisce per scoppiare in seguito e provocando l'omicidio di uno di loro.

## LEMRAS
- Titolo originale: Log 26: LEMRAS
- Diretto da: James Neilson
- Diretto da: John T. Dugan

### Trama
La Polizia di Los Angeles introduce il LEMRAS per aiutare a identificare le strade ad alto tasso di criminalità, inclusa parte dell'area di pattuglia di Malloy e Reed.

## Gli Affari Interni
- Titolo originale: Log 155: Internal Affairs - Blackmail
- Diretto da: Christian Nyby
- Scritto da: Michael Donovan

### Trama
La vita di Malloy viene salvata dall'agente Tony Johnson, che ha impedito a un carrello elevatore di far cadere Malloy mentre catturava alcuni rapinatori. Johnson in seguito viene indagato dagli Affari Interni per ricatto e Malloy lo aiuta a scagionarsi.

## I vandali
- Titolo originale: Log 66: The Vandals
- Diretto da: Oscar Rudolph
- Scritto da: James Doherty

### Trama
Malloy e Reed accostano un'auto per violazione del codice della strada e trovano due malati di mente evasi con una pistola alla guida di un'auto rubata con un cadavere nel bagagliaio.

## Un uomo perbene
- Titolo originale: Log 36: Man Between
- Diretto da: James Neilson
- Diretto da: Michael Donovan

### Trama
La giornata di Reed inizia con la denuncia contro un venditore porta e porta per aver modificato illegalmente l'assegno da $30 di Reed in un assegno da $300 e poi ha acquistato un giornale vecchio di un giorno e così via.

## C'era un poliziotto
- Titolo originale: Log 165: Once a Cop
- Diretto da: Christian Nyby
- Scritto da: James Doherty

### Trama
Malloy e Reed sono di pattuglia e trovano un senzatetto accoltellato, arrestano un ex poliziotto che viene però rilasciato quando viene trovato il vero sospettato.

## I militanti
- Titolo originale: Log 76: The Militants
- Diretto da: Christian Nyby
- Scritto da: Michael Donovan

### Trama
Malloy e Reed rispondono ad una chiamata di una sparatoria che coinvolge due uomini di colore e la polizia, uno dei quali è stato colpito da un colpo di arma da fuoco da uno degli agenti per poi trovarlo morto in un vicolo.

## I bracconieri
- Titolo originale: Log 164: The Poachers
- Diretto da: James Neilson
- Scritto da: John Kingsbridge

### Trama
La giornata di Malloy e Reed inizia con un impiegato di un garage del distretto che fa un giro in un'auto della polizia, trovando una ragazza che cercava di incassare un assegno che aveva trovato, controllando un garage il cui sistema di sicurezza della TV a circuito chiuso.

## Un bambino in pericolo
- Titolo originale: Log 16: A Child in Danger
- Diretto da: James Neilson
- Scritto da: Robert I. Holt

### Trama
Malloy spara a uno dei sospettati di rapina, quindi gli agenti consigliano a una ragazza in un brutto quartiere di non restare in giro, l'elicottero della polizia viene utilizzato per catturare i rapitori.

## Viceversa
- Titolo originale: Log 56: Vice Versa
- Diretto da: Christian Nyby
- Scritto da: John T. Dugan

### Trama
Malloy festeggia il suo compleanno lasciando Reed a guidare l'auto ed è nervoso per il suo giovane partner alla guida dell'auto.

## Tempo di posta
- Titolo originale: Log 106: Post Time
- Diretto da: Christian Nyby
- Scritto da: Stephen J. Cannell

### Trama
Malloy e Reed indagano sul furto di una macchina da stampa in un negozio di stampa, e trovano il ladro che stava usando la macchina da stampa per stampare le schede delle scommesse.

## Un motivo per scappare
- Titolo originale: Log 88: Reason to Run
- Diretto da: Christian Nyby
- Scritto da: James Doherty

### Trama
L'ex attore Slim Berkeley ha alcuni oggetti rubati dalle sue scuderie, e Malloy e Reed indagano, rispondendo anche ad altre chiamate.

## Un lavoro di sicurezza
- Titolo originale: Log 125: A Safe Job
- Diretto da: Jean Yarborough
- Scritto da: William P. McGivern

### Trama
Malloy e Reed indagano su una serie di crimini legati ad un ex scassinatore che si prende cura dei nipoti orfani.